# 嵐が原
『嵐が原　Lex Talionis』（あらしがはら レクス・タリオニス）は、『花とゆめ』（白泉社）1989年18号から20号まで連載された、那州雪絵による漫画。

## 概要
- 当時長期連載中だった『ここはグリーン・ウッド』を中断して執筆・掲載された、短期集中連載。
- しかし『グリーン・ウッド』のメディアミックスと時期が重なり、とにかく辛かったと那州は明かしている。
- 諸々の都合で長らく単行本化されなかったが、2001年になって、青年誌レーベルのジェッツコミックスから単行本が刊行された。
- ジャンルはダークファンタジーだが、12年後（単行本あとがき）の那州本人をして「今描いたらラストシーンは違うものになっていた」と言わしめる程、暗く重いテーマを扱っている。
- サブタイトルの『Lex Talionis』とは、「目には目を　歯には歯を」で有名な報復律のことである。

## あらすじ
人の心の奥には、誰しも「曇天の荒野」を持っている。"大人になる"為に、"正しく進む"為に、人はそこへ色々な"気持ち"を捨ててゆく。彼等は哭き叫び、時折人を「そこ」へ誘おうとする…。
レジオン国の都近くに住む、占い師の孫娘・クリールはある日、怪しい2人組の外人客を祖母へ紹介することになる。お喋りな青年・キシュと無口な14歳の少年・ハリは文無しの状態でクリールの家を占拠し、占いをするまでふたりを人質に取る。

占い費用を稼ぐ為、都へやってきたキシュとハリ、そして人質のクリール。そこで彼女は、彼等の不穏な行動を目にする。城を偵察するふたり、そしてキシュと別れて帰る途中で襲って来た野盗を表情ひとつ変えず殺すハリ。クリールは興味心から、ふたりと祖母のやりとりを聴いてしまう。
2年前、小国トスローがレジオン軍の手に落ちた。すべてを失った12歳の少年が、絶望と自分への怒りのなかで垣間見たのは、レジオン国王・ユクサームの横顔だった…。

## 登場人物
ハリ
14歳。トスロー出身の旅人。非常に無口で、用があるときしか喋らない。
母は高名な占い師でトスロー王家に仕えていたが、国王との恋がきっかけで勘が狂い、王妃にも不倫が露見したため城を追い出された。彼の父親は知れないが、母は国王が父親であるとずっと言い含めていた。その為、子供の頃の夢は「大きくなったら城を取り戻しに行って母さんと暮らせるようにする」だった。
その後、母の占いの勘が再び狂った為国の危機を予知することが出来ず、レジオン軍が攻めてきたとき奇跡的に一命を取り留めるが、母と家と国と夢…当時の彼のすべてを失う。以来、人が変わったかのように「自分の手でユクサームに、あのときの自分と同じ気持ちを味わわせたい」と固く決意するに至る。この2年で冷静に物事を考えられるようになり、他の方法で報復を達成することも考えたらしいが、それは"あのときの自分への裏切り"だと結論づけた。
キシュ
ハリと行動を共にする青年。元々放浪の旅人で、ハリとは逆にお喋りで口説き上手。
かつて旅の途中でハリの家に泊まったことがあり、そのときハリの母と恋に落ちたことでトスロー壊滅の引き金を作ってしまった男。その後偶然、街道で行き倒れていたハリと再会し心配心と「いつか諦めるかも」という希望から2年間、行動を共にしていた。
まっすぐにしか進めないハリを誰か（クリール）に止めて欲しいと願いつつも、心の中にもうひとりの自分がいることに気付きかけている。
クリール
レジオンの都近くにある村の、占い師の孫娘。うっかりキシュの口車に乗ったせいで、家を占拠されることになる。
最初は盗賊のキシュがハリを連れ回していると思い込んでいたが、真実を知るうち、このまま二人を行かせるべきか止めるべきか激しく悩む。
クリールの祖母
占い師で「未来を観る鏡」を持つ。現金主義者で、金さえあればどんな占いでも引き受ける。その代わり、客に一切の情は持たない。
ユクサーム
レジオン国王で「ハリの仇」。トスロー侵攻の際、ハリに横顔を見られている。

## Emerald Cave - 蛇の谷 -
『嵐が原』のスピンオフ作品で、若きキシュとその弟ナイル、そして『運命』をテーマに描かれたダークファンタジー。キシュが放浪の旅人になったいきさつが明かされる。
『花とゆめ』1992年2号・3号掲載の前後編。単行本『天使とダイヤモンド』2巻に収録されたが、現在は絶版。

## 併録作品

### 満月ドライビン'
サイコサスペンス作品。『花とゆめStep増刊』1997年6月15日号掲載。

#### あらすじ
山と海に挟まれた小さな町で、閉塞感を抱きながら日々を過ごす組花。向かいに住む光一の"失恋家出騒動"もいつものことだった。

ところが今回は、恋人の文乃が誤解を解こうと家までやって来た。すかさず組花は彼女の車に乗り込み光一の行先案内をはじめるが、恐ろしい計画を胸に秘めていた。

#### 登場人物
小嶋 組花（こじま くみか）
町のタバコ屋の娘。身長140cm。ツインテールがトレードマーク。
光一とはお向かいの幼なじみで、彼のことは何でも知っている。文乃に「光一の行き先の心当たりがある」と告げて車に乗り込むが、店には「助けて」の走り書きを残して行った。
山崎 文乃（やまざき あやの）
23歳、東京出身の小学校教諭。組花を最初は自校の児童と間違える。
花見の席で隣同士になったのがきっかけで光一と交際するようになるが、まだ結婚をする気はない。組花を連れたことで、恐怖を味わうことになる。
光一（こういち）
23歳、組花の家の向かいの電器屋の息子。自分に酔いやすい鈍い男で、"失恋家出騒動"は常習化している。
文乃と結婚の件でケンカをし誤解をしたまま家出をするが、組花の書き置きが原因でふたりの捜索に走ることになる。

### 水妖物語
オカルトファンタジー。『MELODY』2000年6月号掲載。

#### あらすじ
同じ会社への就職をきっかけに、川沿いのアパートでふたり暮らしを始めた奈穂と仁美。仁美は会社の内勤をする一方、内気な奈穂は在宅の仕事を選んだ。その頃から奈穂は、不思議な水音を何度も聴くようになる。最初は彼女の思い込み過ぎと笑っていた仁美も、玄関から川へ伝う水痕を目撃する。

そしておぼろげに思い出した奈穂の過去…幼い頃、商店をやっていた両親の代わりにいつも一緒にいた「ともだち」との思い出、別れのときに川の底へ消えて行った「ともだち」、そして名前も顔も思い出せない「ともだち」。そしてふたりが住むアパートの横の川は、"あの川"の下流だった。真相を突き止めるべく、ふたりは奈穂が幼い頃住んでいた町へ向かう。

#### 登場人物
奈穂（なほ）
服飾学校を卒業し、在宅のソーイングスタッフを務める。内気な性格。
一日中家にいるうち、不思議な水音を何度も聴くようになる。
仁美（ひとみ）
奈穂と同じ学校を卒業し、同じ会社で内勤として働く。社交的で姉御肌。
最初は奈穂とともに水痕に怯えるが、すぐに原因究明を提案する。

## 単行本
- 2001年12月24日 ISBN 4-592-13287-4